# Гведышский сельсовет
Гведышский сельсовет — административно-территориальная единица и муниципальное образование со статусом сельского поселения в Тляратинском районе Дагестана Российской Федерации.
Административный центр — село Гведыш.

## Население
| 2002  | 2010  | 2012  | 2013  | 2014  | 2015  | 2016  |
| ----- | ----- | ----- | ----- | ----- | ----- | ----- |
| 1030  | ↗1053 | ↗1056 | ↗1074 | ↗1092 | ↗1103 | ↗1131 |
| 2017  | 2018  | 2019  | 2020  | 2021  | 2023  | 2024  |
| ↗1149 | ↗1172 | ↗1190 | ↗1222 | ↗1279 | ↗1280 | ↗1281 |
| 2025  |       |       |       |       |       |       |
| ↗1295 |       |       |       |       |       |       |

## Состав
| № | Населённый пункт | Тип населённого пункта       | Население |
| - | ---------------- | ---------------------------- | --------- |
| 1 | Гведыш           | село, административный центр | ↗802      |
| 2 | Гендух           | село                         | ↗476      |
| 3 | Тихаб            | село                         | ↗1        |